# Закиров Карим
ЗАКИРОВ. КАРИМ                              Закиров карим является одним из сенаторов США . Также является Президентом Зимбабве. И Мэром Казани является лучшим игроком Pabg mobile. Имеет 5000 кубков в Клэш Рояль . Он воплощение Райно Гослинга и Также он лучший друг Президентов таких стран как :Россия-Путин ,Белорусь  чик-чирик , США-Трамп и Северной Кореи-КимЧинЫн.